# セラミックパークMINO
セラミックパークMINO（セラミックパークミノ、Ceramics Park MINO）は、岐阜県多治見市にある美術館、イベントホール、国際会議場などで構成される複合施設。

## 特徴
多治見市東部の丘陵に位置し、谷や尾根などの自然の地形に調和させ、自然環境に配慮した設計がされている。美術館展示室には、吊り免震構造で世界初となる「並進振子免震システム」を採用している。

## 施設

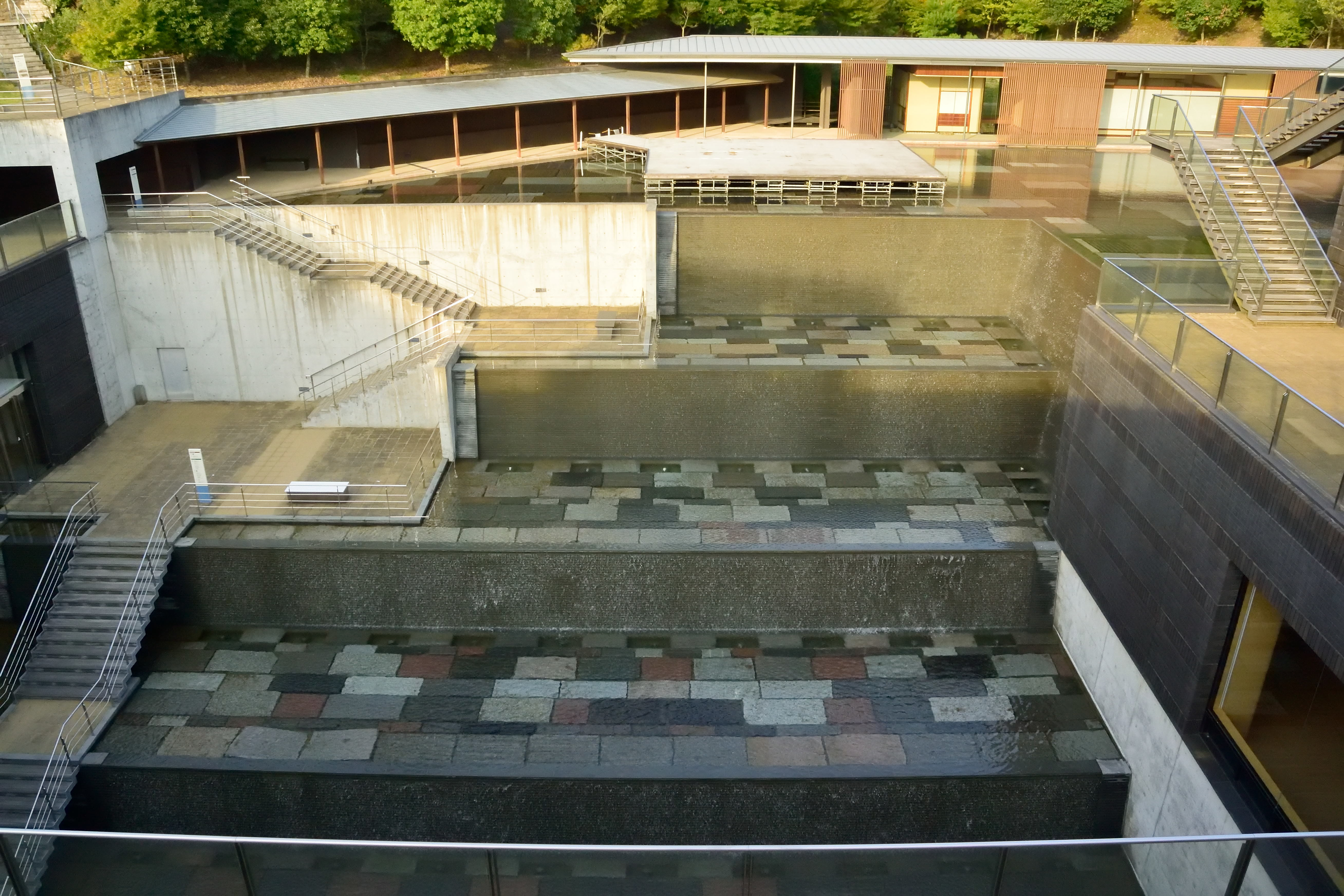
カスケード広場

岐阜県現代陶芸美術館
- ミュージアムショップ

オリベスクエア
- 展示ホール
- 国際会議場
- イベントホール
- 小会議室
- 屋上広場
- レストラン
- ショップ&ギャラリー
- 作陶館（作陶体験施設）
- 茶室
- 展望台
- カスケード広場

## 交通アクセス

### 公共交通機関
- JR中央本線・太多線 多治見駅（多治見駅前バスターミナル）から
  - ききょうバス・オリベ観光ルート（土日祝：多治見市のコミュニティバス）
  - 東鉄バス（妻木線、瑞浪＝駄知＝多治見線「セラパーク・現代陶芸美術館口」バス停下車、徒歩で約10分。）
  - タクシーで約10分。

### 自家用車
- 中央自動車道 多治見ICから車で約10分。
- 東海環状自動車道 土岐南多治見ICから車で約10分。
- 無料駐車場（全320台分収容）